# Abbaye de Cavatigozzi
L’abbaye de Cavatigozzi est une ancienne abbaye cistercienne, située à proximité de Crémone, en Lombardie.

## Historique

### Fondation
La date de fondation la plus communément admise est le 10 mars 1231. Cependant, d'autres sources font remonter cette création à des dates s'étalant entre 1230 et 1277. Bien qu'un seul auteur le mentionne, la communauté de Cavatigozzi remplace probablement une communauté antérieure, sans doute de chanoines réguliers.

### Développement
Le 26 juin 1233, le nom du premier abbé, Bellotto, est mentionné dans un document qui accorde à la commune de Soncino le passage d'un aqueduc sur un terrain appartenant à l'abbaye, qui n'a alors pas pris encore le nom de Cavatigozzi et s'appelle provisoirement « Cerreto-Zermignano ».
En 1497, l'abbaye est rattachée à la Congrégation cistercienne de saint Bernard (it).

### Fermeture
En 1783, la communauté de Cavatigozzi ainsi que celle d'Acquafredda (de) déménagent dans la chartreuse de Pavie.
L'abbaye ferme probablement en 1799. Le monastère et l'église sont rattachés à la paroisse Sainte-Marie-Madeleine.